# دینن بشنوییان واله
دینن بشنوییان واله (به انگلیسی: Dinan Bashnoian Wala) یک شهر در پاکستان است. دینن بشنوییان واله ۱۵۵ متر بالاتر از سطح دریا واقع شده‌است.